# توم هابارد
توم هابارد (بالإنجليزية: Tom Hubbard)‏ هو شاعر بريطاني، ولد في 1950.